# 辣蓼铁线莲
辣蓼铁线莲（学名：Clematis terniflora var. mandshurica）为毛茛科铁线莲属下的一个变种。

## 扩展阅读
- 維基物種上的相關：辣蓼铁线莲